# Zlogonje
Zlogonje falu Horvátországban Varasd megyében. Közigazgatásilag Lepoglavához tartozik.

## Fekvése
Varasdtól 25 km-re nyugatra, községközpontjától 12 km-re északra, közvetlenül a szlovén határ mellett fekszik.

## Története
Zlogonje első írásos említése IV. Béla király 1244. október 11-én kelt adománylevelében történt, melyben Lobor, Velika, Klenovnik és Zlogonje falvakat Mihály varasdi ispánnak adja, amiért a tatárjárás idején megvédte Varasd és Ptuj várait a tatárok támadásától. A birtok azelőtt egy Pucsin nevű nemesé volt, aki 1242-ben megölte Okicsot, a nagyhatalmú Okics bán fiát, ezért a király megfosztotta birtokaitól. A trakostyáni uradalommal együtt 1394-től 1456-ig a család kihalásáig, a Cilleiek birtoka. Ezután Vitovec János horvát báné, majd Corvin Jánosé lett, aki Gyulay Jánosnak adta. A Gyulayak három nemzedéken át birtokolták, de 1566-ban kihaltak és a birtok a császárra szállt. I. Miksa császár szolgálataiért Draskovics György horvát bánnak  A Draskovichok a birtokot ezután még 370 évig megtartották. Az 1598-as összeírás szerint 18 adózó háztartással rendelkezett.
A falunak 1857-ben 440, 1910-ben 685 lakosa volt. A trianoni békeszerződésig Varasd vármegye Ivaneci járáshoz tartozott. 2001-ben 126 háza és 460 lakosa volt.

## Nevezetességei
A szlovén határon álló Szent Flórián-kápolnát 1729-ben említi először az egyházi vizitáció „capellam s. Floriani in monte Ostarija ad metales Styriae” (azaz a stájer határon álló Ostarij-hegyen álló Szent Flórián kápolna) alakban. Fából készített tornya és átriuma volt, melyet 1742-ben kőből építettek át. A kápolnát 1768-ban javították, 1777-ben pedig teljesen megújították. A kápolna egy kis négyzet alakú hajóból és egy keskenyebb, téglalap alakú szentélyből áll, amely apszisban végződik. A főhomlokzat felett kis torony emelkedik. A sekrestye a szentély északi oldalához csatlakozik. Bár a belseje nagyon szerény, régebbi értékes berendezésének részei és az oltárkép fennmaradtak. Egyszerű kialakításával és jó térbeli elhelyezkedésével a dombos lepoglavai régió számos értékes szakrális műemlékéhez tartozik.

## Külső hivatkozások
- Lepoglava város hivatalos oldala
- Lepoglava turisztikai egyesületének honlapja
- Višnjica honlapja